# بيدرو سيزار دومينيسي
بيدرو سيزار دومينيسي (بالإسبانية: Pedro César Dominici)‏ هو دبلوماسي وكاتب فنزويلي، ولد في 18 فبراير 1873 في كاروبانو ‏ في فنزويلا، وتوفي في 23 أغسطس 1954 في بوينس آيرس في الأرجنتين.